# Yu Yiting
Yu Yiting (chinesisch 余依婷; * 5. September 2005 in Quzhou) ist eine chinesische Schwimmerin. Sie  gewann bei Olympischen Spielen zwei Bronzemedaillen. Bei Weltmeisterschaften erhielt sie bis 2024 auf der 50-Meter-Bahn einmal Gold und zweimal Bronze, auf der 25-Meter-Bahn erkämpfte sie einmal Silber und einmal Bronze. Bei Asienspielen erschwamm sie drei Goldmedaillen und eine Silbermedaille.

## Sportliche Karriere
Yu Yiting nahm 2019 an den Weltmeisterschaften in Gwangju teil. Sie wurde 11. im Halbfinale über 200 Meter Lagen und 14. im Vorlauf über 400 Meter Lagen. Wegen der COVID-19-Pandemie fanden die Olympischen Spiele in Tokio erst 2021 statt. Über 400 Meter Lagen schied Yu Yiting mit der elften Vorlaufzeit aus. Über 200 Meter Lagen erreichte sie das Finale und belegte den fünften Platz mit 0,53 Sekunden Rückstand auf die Drittplatzierte. Die 4-mal-100-Meter-Lagenstaffel belegte den vierten Platz, wobei Yu Yiting nur im Vorlauf auf der Schmetterlingslage eingesetzt wurde. Ende 2021 wurde Yu Yiting bei den Kurzbahnweltmeisterschaften in Abu Dhabi Fünfte mit der 4-mal-50-Meter-Lagenstaffel. Über 200 Meter Lagen wurde sie Zweite hinter der Kanadierin Sydney Pickrem. Die 4-mal-100-Meter-Lagenstaffel mit Peng Xuwei, Tang Qianting, Zhang Yufei und Cheng Yujie belegte hinter den Schwedinnen und den Kanadierinnen den dritten Platz, wobei die Chinesinnen 0,05 Sekunden Rückstand auf das kanadische Quartett hatten. Wan Letian, Yu Yiting und Zhu Jiaming waren im Vorlauf eingesetzt worden und erhielten ebenfalls eine Bronzemedaille.
Nach einem Jahr ohne internationalen Start war Yu Yiting 2023 bei den Weltmeisterschaften in Fukuoka wieder im chinesischen Team. Über 200 Meter Lagen gewann sie die Bronzemedaille hinter Kate Douglass und Alexandra Walsh aus den Vereinigten Staaten. Über 50 Meter Schmetterling und 400 Meter Lagen erreichte Yu nicht den Endlauf. Bei den im Herbst 2023 ausgetragenen Asienspielen in Hangzhou siegte Yu Yiting über 200 und 400 Meter Lagen und wurde hinter ihrer Landsfrau Zhang Yufei Zweite über 50 Meter Schmetterling. Eine weitere Goldmedaille erhielt sie für ihren Vorlaufeinsatz in der 4-mal-100-Meter-Freistilstaffel.
Im Februar 2024 bei den Weltmeisterschaften in Doha erkämpfte Yu Yiting die Bronzemedaille über 200 Meter Lagen hinter Kate Douglass und Sydney Pickrem. Über 50 Meter Schmetterling qualifizierte sie sich für das Finale, zog aber dann zurück. Die 4-mal-100-Meter-Lagenstaffel in der Besetzung Sun Mingxia, Tang Qianting, Yu Yiting und Ai Yanhan belegte den vierten Platz mit fast drei Sekunden Rückstand auf die Kanadierinnen auf dem Bronzerang. Die 4-mal-100-Meter-Mixed-Freistilstaffel mit Wang Haoyu, Ji Xinjie, Yu Yiting und Ai Yanhan schwamm die schnellste Vorlaufzeit. Im Finale unterboten Pan Zhanle, Wang Haoyu, Li Bingjie und Yu Yiting die Vorlaufstaffel noch einmal um drei Sekunden und gewannen vor dem australischen Quartett. Fünf Monate später bei den Olympischen Spielen 2024 in Paris legte die 4-mal-100-Meter-Freistilstaffel mit Cheng Yujie, Wu Qingfeng, Yu Yiting und Yang Junxuan die drittschnellste Vorlaufzeit vor. Im Endlauf stellten Yang Junxuan, Cheng Yujie, Zhang Yufei und Wu Qingfeng in 3:30,30 Minuten einen neuen Asienrekord auf und wurden Dritte hinter den Australierinnen und der US-Staffel. Über 200 Meter Lagen siegte die Kanadierin Summer McIntosh vor Kate Douglass und der Australierin Kaylee McKeown, Yu Yiting wurde Vierte mit 0,41 Sekunden Rückstand auf McKeown. Die chinesische Lagenstaffel mit Wang Xueer, Tang Qianting, Yu Yiting und Wu Qingfeng schwamm die drittschnellste Vorlaufzeit. Im Endlauf waren Wan Letian, Tang Qiantin, Zhang Yufei und Yang Junxuan drei Sekunden schneller als die Vorlaufstaffel. Es siegte das Quartett aus den Vereinigten Staaten vor den Australierinnen und den Chinesinnen.